# Snuol
Snuol là một huyện thuộc tỉnh Kratié, phía đông Campuchia. Huyện này giáp với huyện Lộc Ninh, tỉnh Bình Phước (Việt Nam) ở phía đông name. Quốc lộ 74 của Campuchia nối với Quốc lộ 13 của Việt Nam qua cặp cửa khẩu Trapeang Sre - Hoa Lư.
| Snuol       |                                                                                             |
| Khum (Xã)   | Phum (Làng)                                                                                 |
| Khsuem      | Mil, Choeng, Doung, Khsuem Knong, Khsuem Krau, Samrang, Srae Roneam, Srae Thmei             |
| Pir Thnu    | Cheung Khle, Cheung Khlu, Thma Hal Dei Kraham, Pravanh, Thma Hal Veal, Trapeang Srae, Chrab |
| Snuol       | Kat Dai, Kbal Snuol, Krong, Preaek Kdei, Snuol Keat, Thpong, Snuol lech                     |
| Srae Char   | Roha, Kbal Trach, Mak Kandal, Mean Chey, Treak Anhchanh, S'at                               |
| Svay Chreah | Thnal, Voat, Sambuor, Ta Saom, Srae Char, Ta Pum, Doun Mea, Rumpuk                          |

Bản mẫu:KratieProvince